# Supermarine Scimitar
El Supermarine Scimitar fue un avión de caza embarcado desarrollado por el fabricante aeronáutico británico Supermarine durante los años 1950. El Scimitar realizó su primer vuelo en enero de 1956, entregándose la primera unidad de serie en 1957. Estuvo en servicio con la Royal Navy desde 1958 hasta 1969, siendo reemplazado por el Blackburn Buccaneer.

## Diseño y desarrollo
El diseño del Scimitar derivó de una serie de diseños de Supermarine para un avión a reacción, inicialmente para cumplir con el requisito de que un avión de combate sin tren de aterrizaje aterrizara en cubiertas de goma flexibles con "resortes". Lo que permitiría una estructura más ligera y más simple. El diseño de Supermarine para cumplir con este requisito fue el Tipo 505, con un ala delgada y recta y una cola en V (o "cola de mariposa") para mantener las superficies de la cola alejadas de los escapes de los chorros, y ser alimentado por dos Rolls-Royce Avon Los turbojets, montados lado a lado en el fuselaje. En 1948, el Almirantazgo tuvo dudas sobre un caza sin tren de aterrizaje y Supermarine volvió a trabajar en su diseño al incluir un tren de rodaje en el morro, convirtiéndose en el Tipo 508. El Vickers-Supermarine Tipo 508 fue el primer antepasado del Scimitar y compartió el diseño del Tipo 505. es decir, un tipo de doble ala de ala recta con una cola en V. El control de la profundidad se realizaba cuando los dos empenajes en V se movían en el mismo sentido y se suplía el efecto de un timón vertical convencional moviendo dichas superficies en sentido contrario. En las alas se instalaron alerones de gran cuerda para el control del alabeo; también se instalaron flaps en el borde de ataque y en el de salida así como aerofrenos para facilitar la recuperación del vuelo normal tras un picado a gran velocidad. En noviembre de 1947, se emitió una orden para tres tipos 508, conforme a la Especificación N.9 / 47.
El primer Tipo 508 realizó su primer vuelo desde el aeródromo de Boscombe Down el 31 de agosto de 1951, con el avión realizando pruebas a bordo del HMS Eagle en mayo de 1952. El segundo avión tenía diferencias significativas, llevaba un armamento de cañón y era lo suficientemente diferente para ser renombrado como Tipo 529, volando por primera vez el 29 de agosto de 1952. Una modificación inusual fue el tono de cola más grande para un radar de advertencia de cola propuesto. La velocidad máxima de los Tipo 508 y 529 de ala recta era relativamente modesta, con el Tipo 529 alcanzando 607 mph (977 km / h) y ya se había decidido cuando el Tipo 508 voló por primera vez, para rediseñar el tercer prototipo con alas barridas. para mejorar el rendimiento. El Tipo 525 resultante también presentaba superficies de cola barridas convencionales, así como flaps para reducir la velocidad de aterrizaje del avión y voló por primera vez el 27 de abril de 1954. Más tarde se estrelló, pero el diseño básico ya había demostrado ser lo suficientemente sólido como para proceder con un avión aparentemente bastante similar , el Tipo 544, según la especificación N.113. Se ordenó un total de 100, aunque la Royal Navy había cambiado la especificación a un avión de ataque de bajo nivel con capacidad nuclear en lugar de un caza.
El primero de los Type 544s que sirvieron como prototipos para la serie de producción posterior voló el 19 de enero de 1956. El avión evolucionó más con el tercer Type 544 incorporando diferentes cambios aerodinámicos y una estructura de avión más fuerte para el nuevo rol de bajo nivel: para citar Flight; "Para permitir maniobras desinhibidas en aire turbulento y espeso a niveles bajos mientras se transportan cargas pesadas de armas de ataque, la estructura es extremadamente robusta". Varios "arreglos" aerodinámicos para probar y contrarrestar los efectos de inclinación a alta velocidad y altitud incluyeron puntas de ala abocinadas y cercas de ala. El plano de cola también se cambió de diedro a anhedral. Las modificaciones combinadas llevaron a que el Tipo 544 final se considerara el "estándar de producción". La primera producción de Scimitar voló el 11 de enero de 1957.

## Historia Operacional
En el momento de la introducción, la mayoría de los portaaviones de la Marina Real eran bastante pequeños y el Scimitar era un avión comparativamente grande y poderoso. Los accidentes de aterrizaje fueron comunes y la introducción del tipo se vio empañada por un fatal accidente que cobró la vida de John Russell, comandante del 803 Naval Air Squadron, el primer escuadrón en operar el Scimitar. Después de un aterrizaje perfecto en el nuevo HMS Victorious y a la vista de la prensa, el cable de parada se rompió y el avión de Russell (serie XD240) cayó al mar. Con la carlinga atascada y sin un asiento eyectable, a pesar de los mejores esfuerzos de la tripulación del helicóptero de vigilancia Westland Whirlwind para rescatarlo, el avión se hundió y el comandante Russell se ahogó. El incidente fue transmitido más tarde por British Pathé News. En general, el Scimitar sufrió una alta tasa de pérdida; 39 se perdieron en una serie de accidentes, lo que representa el 51% de la producción de Scimitar. En una ocasión, batió el récord de 1,000 horas de mantenimiento por hora de vuelo.
Aunque el Scimitar podía operar como un avión de caza, el papel de interceptor estaba cubierto por el De Havilland Sea Venom y más tarde por el De Havilland Sea Vixen. El Scimitar fue reeplazado por el Blackburn Buccaneer. El Scimitar se mantuvo inicialmente como avión cisterna para que el Buccaneer S.1, escaso de potencia, pudiese ser lanzado desde portaaviones con una carga de armas útil. Para ahorrar peso, el Buccaneer despegaba con una carga de combustible mínima y luego repostaba el resto desde un Scimitar. Al final de la carrera operativa del Scimitar, entre 1965 y 1970 estos aviones volaron desde la Fleet Requirements Unit (FRU) con base en el Aeropuerto de Bournemouth (distrito). La FRU fue administrada por Airwork Services y brindó operaciones de vuelo realistas para las unidades de entrenamiento naval en tierra y mar.

## Variantes

### Predecesores
Type 508
Aeronave de desarrollo con ala recta.
Type 529
Aeronave de desarrollo con ala recta.
Type 525
Aeronave de desarrollo con ala en flecha.

### Prototipos
Type 544
Prototipo del Scimitar F.1, 3 unidades construidas por Vickers-Armstrong.

### Modelos de producción
Scimitar F.1
Avión de caza monoplaza. Un total de 76 unidades construidas por Vickers-Armstrong.

## Usuarios
Reino Unido
- Real Armada Británica
  - 736 Naval Air Squadron
  - 800 Naval Air Squadron
  - 803 Naval Air Squadron
  - 804 Naval Air Squadron
  - 807 Naval Air Squadron

## Especificaciones
Referencia datos: 

### Características generales
- Tripulación: 1
- Longitud: 16,8 m (55,2 ft)
- Envergadura: 11,3 m (37,2 ft)
- Altura: 5,3 m (17,3 ft)
- Superficie alar: 45,1 m² (485 ft²)
- Peso vacío: 10 869 kg (23 955,3 lb)
- Peso máximo al despegue: 15 513 kg (34 190,7 lb)
- Planta motriz: 2× Turbojet Rolls-Royce Avon 202.
  - Empuje normal: 50,1 kN (5109 kgf; 11 263 lbf) de empuje cada uno.

### Rendimiento
- Velocidad máxima operativa (Vno): 1185 km/h (736 MPH; 640 kt)
- Alcance: 2289 km (1236 nmi; 1422 mi)
- Techo de vuelo: 14 000 m (45 932 ft)

### Armamento
- Cañones: 4× ADEN de 30 mm
- Puntos de anclaje: 4 con una capacidad de 1814 kg, para cargar una combinación de:  
  - Bombas: 1 bomba nuclear de caída libre Red Beard
  - Cohetes: 16 cohetes no guiados de 2" o 3" (4 por pilon)
  - Misiles: AIM-9 Sidewinder o AGM-12 Bullpup

### Desarrollos relacionados
- Supermarine

### Aeronaves similares
- McDonnell F3H Demon
- Vought F7U Cutlass
- Grumman F-11 Tiger
- de Havilland DH.100 Vampire
- Dassault Étendard IV